# Бедьково
Бедько́во — село в Новосильском районе Орловской области. Входит в состав Вяжевского сельского поселения

## География
Находится в 9 км от районного центра Новосиль. Расположено по обеим сторонам реки Зуша.

## История
Первое упоминание относится к 1614 году в Дозорной книге (1614—1615) Новосильского уезда. Название может происходить от топонима оврага Бетковский верх, расположенного рядом или от фамилии Бетьков, который мог иметь отношение к строительству кораблей или плавал на них. Беть — это поперечное бревно, которое кладётся с борта на борт на ладьях и шняках). На средства приходского помещика Скарятина в 1769 году был построен каменный храм во имя Богоявления Господня с придельным алтарём Михаила Архангела. В 1850 году на средства приходской помещицы Марии Петровны Авдеевой была пристроена каменная колокольня. Приход состоял из самого села и деревни Лески. По данным на 2015 год церковь «стоит без пения» (недействующая, без богослужения). С 1889 года в селе существовала школа грамоты. Первоначально селение располагалось только на левом берегу реки. В послереволюционные годы село разрослось и на правом берегу появилось поселение Новое Бетьково, а прежнее стали называть Старое Бетьково.

## Население
| 1857 | 1859 | 1915 | 2010 |
| ---- | ---- | ---- | ---- |
| 318  | →318 | ↗578 | ↘7   |

В 1857 году в селе насчитывалось 13 человек военного ведомства, 1 — гражданского, 304 — помещичьих крестьян. В 1915 году в селе числилось 578 человек и 76 дворов.